# تپه زرنه
تپه زرنه در شهرستان ایوان، دهستان سراب، جنب بخشداری زرنه واقع شده و در تاریخ ۹ اردیبهشت ۱۳۸۲ با شمارهٔ ثبت ۸۴۵۱ به‌عنوان یکی از آثار ملی ایران به ثبت رسیده است.